# Игманская лёгкая пехотная бригада
Игманская лёгкая пехотная бригада (серб. Игманска лака пјешадијска бригада) — пехотное подразделение Войска Республики Сербской, состоявшее в Сараевско-Романийском корпусе. Область ответственности бригады в первую очередь была на территории общины Хаджичи, которая во время Боснийской войны входила в состав Республики Сербской .

## История
Игманская бригада была в образована мае 1992 года, она пополнялась мобилизованными резервистами с территорий общин Хаджичи и Илиджа. Бригада состояла из 4 батальонов, которые были сформированы на территории сербской общины Хаджичи путем объединения Блажуйской и Хаджичской бригад. Сами бригады были сокращены до уровня батальонов в составе Игманской бригады. 
Через бригаду влилось много бойцов, которые бежали со своими семьями из районов центральной Боснии и части Герцеговины, а точнее, из таких городов, как Мостар, Киселяк, Зеница, Травник и  других мест Федерации БиГ, из которых они были изгнаны моджахедами. В  Игманской  бригаде было более сотни погибших солдат и сотни других получили ранения.

## Переселение
По Дейтонским соглашениям большая часть территорйи около Сараева переходила под контроль боснийских мусульман. Это вызвало массовый исход сербов, в том числе и из общин Хаджичи и Илиджа. Всё население Хаджичей перебралось на территорию муниципалитета Братунац, где перевезли на местное кладбище своих погибших солдат. На кладбище в Братунаце было захоронено 178 погибших солдат.